# Svartkronad tchagra
Svartkronad tchagra (Tchagra senegalus) är en fågel i familjen busktörnskator inom ordningen tättingar, den enda arten i familjen som förekommer i Nordafrika och Asien.

## Kännetecken

### Utseende
Svartkronad tchagra är en rätt stor tätting med en kroppslängd på 21-24 centimeter. Liksom många andra arter i familjen busktörnskator har den en kraftig näbb, långa ben, lång stjärt och korta rundade vingar. Denna art är grå under, samt på rygg och övergump. Den har vidare svart vitspetsad stjärt och rostfärgade vingar. Karakteristiskt är den pregnanta teckningen på huvudet med ett svart ögonstreck, ett brett gulvitt ögonbrynsstreck och svart hjässa. Även näbben är svart.

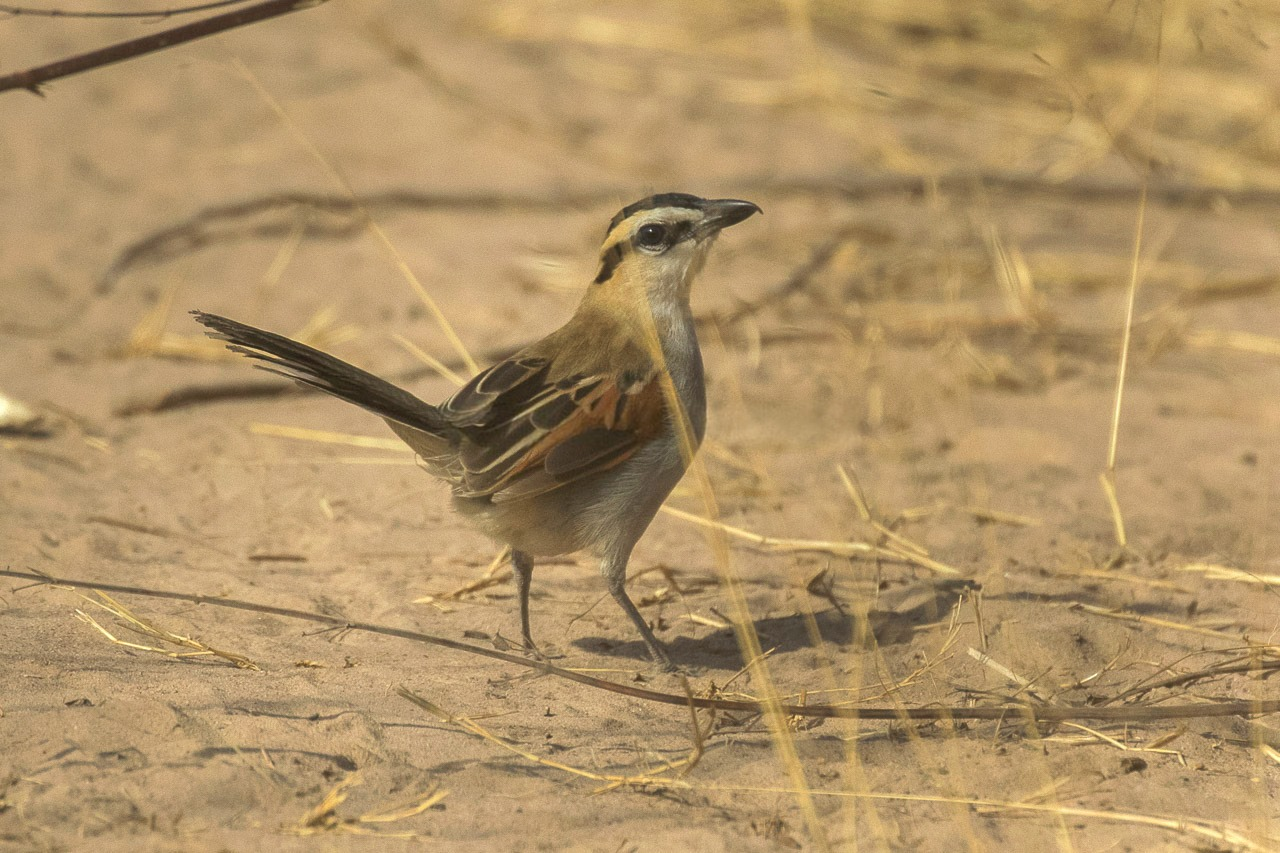
Svartkronad tchagra i Gambia.

### Läten
Hanen sjunger högljutt, liknande en mänsklig busvissling. Honan smattrar en drill, ibland i duett med hanen.

## Utbredning och systematik
Svartkronad tchagra delas in i tio underarter med följande utbredning:
- Tchagra senegalus cucullatus – kustnära Marocko till Algeriet och Tunisien
- senegalus-gruppen
  - Tchagra senegalus percivali – södra Arabiska halvön
  - Tchagra senegalus remigialis – centrala Tchad till centrala Sudan (Darfur, Kordofan och Nildalen)
  - Tchagra senegalus nothus – Mali, norra Nigeria och Tchadsjön
  - Tchagra senegalus senegalus – Senegal och Sierra Leone till Mali, södra Tchad, Centralafrikanska republiken
  - Tchagra senegalus wardangliensis – norra Somalia (Warsangli)
  - Tchagra senegalus habessinicus – östra Sudan och östra Sydsudan till Eritrea, Etiopien, Djibouti och nordvästra Somalia
  - Tchagra senegalus armenus – södra Kamerun söderut till Angola och österut till norra Kongo-Kinshasa, västra Sydsudan, Uganda, västra Kenya och Tanzania, vidare söderut till Malawi, norra Moçambique och norra Zimbabwe
  - Tchagra senegalus orientalis – södra Somalia genom kustnära Kenya och östra Tanzania till centrala och östra Zimbabwe, Moçambique, östra Sydafrika (söderut till Östra Kapprovinsen) samt Swaziland
  - Tchagra senegalus kalahari – södra Angola, norra Namibia, sydvästra Zambia, nordvästra Zimbabwe till norra Sydafrika

Underarten wardangliensis inkluderas ofta i habessinicus.
Den har även påträffats i Spanien vid ett par tillfällen.

## Ekologi
Fågeln återfinns i torr, öppen buskmark i låglänta områden. Den sitter ofta lågt i ett buskage eller rör sig på marken. Arten lever av bland annat ödlor och insekter.

## Status och hot
Arten har ett stort utbredningsområde och en stor population med stabil utveckling. Utifrån dessa kriterier kategoriserar internationella naturvårdsunionen IUCN arten som livskraftig (LC). Världspopulationen har inte uppskattats men den beskrivs som lokal och ovanlig i Nordafrika och i resten av Afrika lokalt vanlig.

## Namn
Släktesnamnet Tchagra är ljudhärmande och gavs först som artnamn till kaptchagra av den franska ornitologen Louis Jean Pierre Vieillot.